# Prozessionsaltar (Bad Brückenau, Ludwigstraße 37)

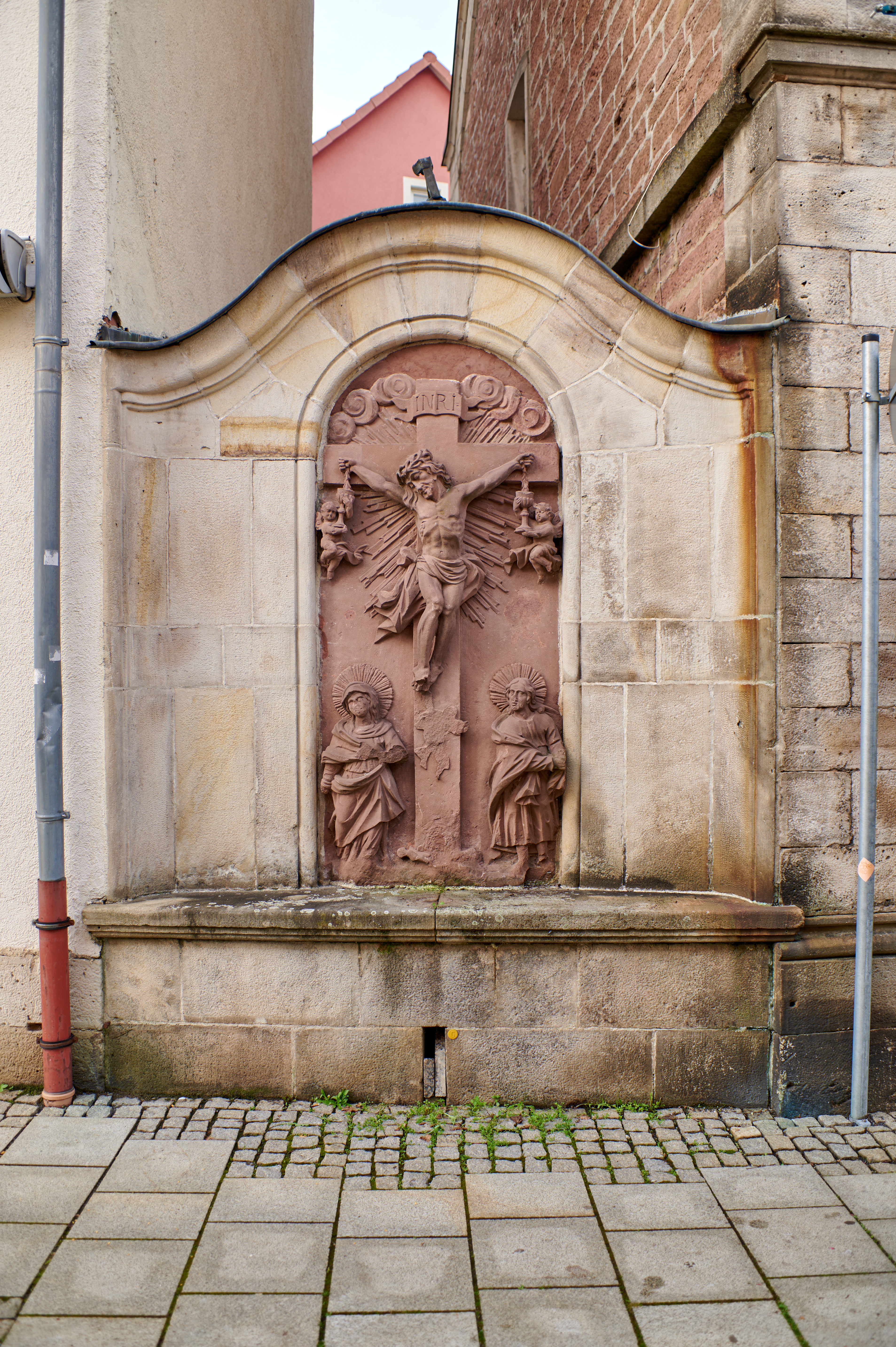
Prozessionsaltar in der Ludwigstraße 37 in Bad Brückenau.

Der Prozessionsaltar am Kirchplatz befindet sich in Bad Brückenau, einer Stadt im unterfränkischen Landkreises Bad Kissingen.
Er gehört zu den Baudenkmälern in Bad Brückenau und ist unter der Nummer D-6-72-113-30 in der Bayerischen Denkmalliste registriert.

## Beschreibung
Der Altar besteht aus einer Architektur aus Stein mit einer Rundbogenöffnung, in die ein Relief aus Buntsandstein eingelassen ist. Er entstand etwa im Jahr 1700.
Die Bildtafel stand ursprünglich frei zwischen zwei Häusern über der Leimbach. Sie war früher blechüberdacht und einem kleinen Bekrönungskreuz ausgestattet. Die Bildtafel überstand den großen Brand von 1867. Im Jahr 1924 wurde die Bildtafel mit grauem Felssandstein im Sinne eines Altares neu gefasst.
Der Prozessionsaltar ist insgesamt etwa 350 cm hoch und 265 cm breit. Die Reliefplatte hat eine Höhe von 240 cm und eine Breite von 110 cm. Das Relief ist in eine Rundbogenrahmung mit Kerblinienführung eingepasst. Die Kruzifixdarstellung im Strahlenkranzmotiv ist achsenförmig durchziehend. Im oberen Drittel befinden sich zwei Engel, die mit Kelchen das Blut des Gekreuzigten auffangen. Am Fuß des Kreuzes stehen Maria und des Johannes.
Nach Schäden durch Autoabgase und Streusalzwasser wurden vorbeugende Maßnahmen durch ein Volltränkungsverfahren mit Acrylan getroffen. Jedoch wurden die fehlenden Teile nicht ergänzt. Der Prozessionsaltar kommt als Altar bei der Fronleichnamsprozession zum Einsatz.